# El Torcal
La région du Torcal de Antequera est un espace naturel situé sur le territoire de la commune espagnole d'Antequera, en Andalousie (province de Malaga). Il est célèbre pour les formes que l'érosion a donné à ses roches calcaires. Il s'étend sur 2 180 ha, et constitue un bel exemple de paysage karstique en Europe. Il fut déclaré "Site naturel d'intérêt national" en 1929 ; devint parc naturel en 1978 en vertu de la loi sur les espaces naturels protégé, puis paraje (site ou paysage) naturel en 1989 ; en outre depuis 2014, il est une zone de protection spéciale des oiseaux et une zone spéciale de conservation.
En 2016, le 15 juillet, il fut déclaré Patrimoine mondial par l'UNESCO comme partie du bien culturel dit des Dolmens de Antequera.

## Origines

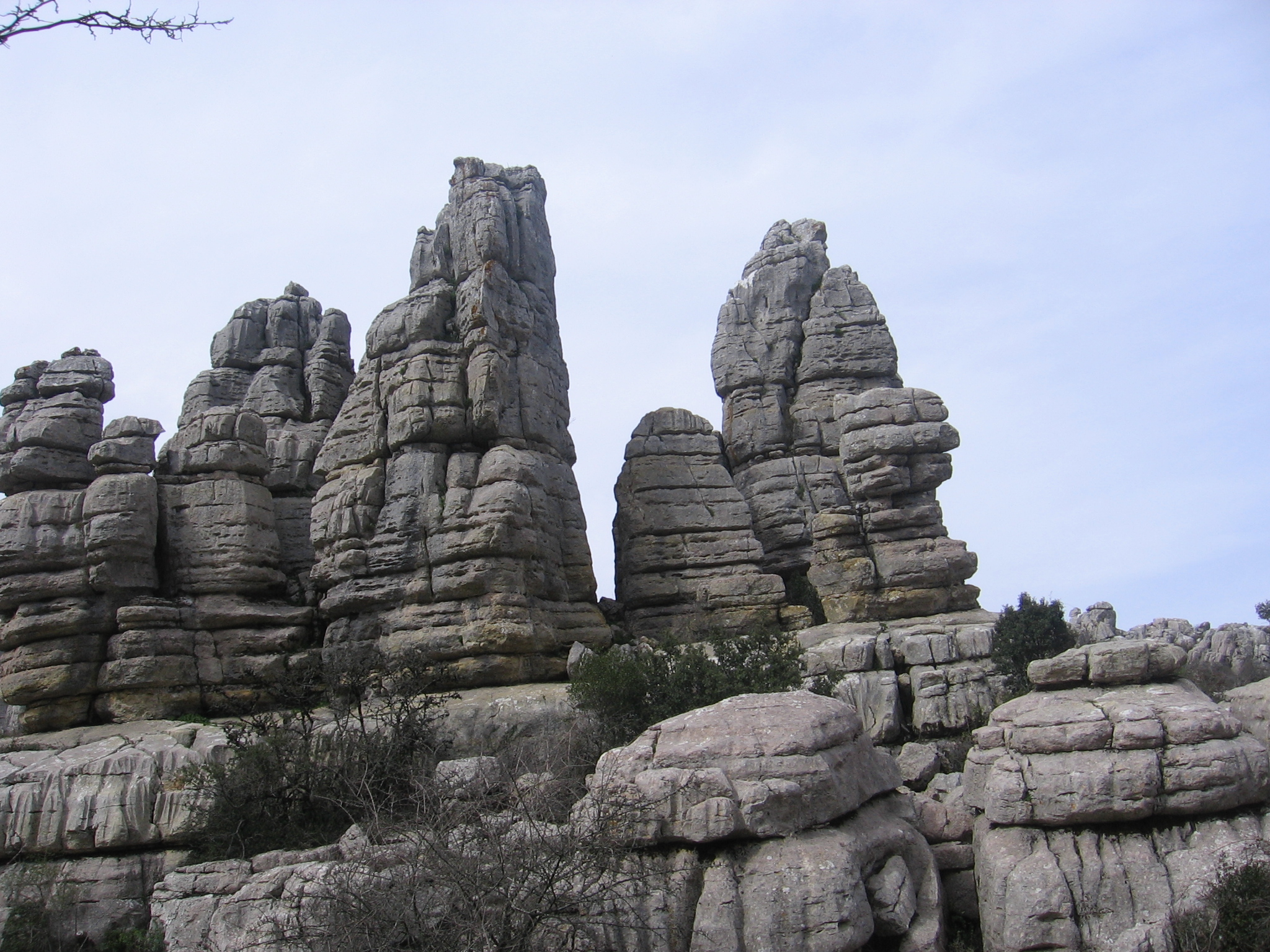
Karst à El Torcal de Antequera

Les origines du Torcal de Antequera remontent au Jurassique, durant le Mésozoïque, il y a 150 millions d'années. La zone se trouvait alors sur un long couloir maritime unissant le Golfe de Cadix à Alicante. Les plissements alpins, survenus lors du cycle orogénique au Paléogène, provoquèrent l'émergence des sédiments calcaires déposés au fond de ce bras marin, et donnèrent naissance à ces montagnes, dont les sommets prirent souvent une forme arrondie, semblable à celle d'un "champignon".

## Caractéristiques géologiques

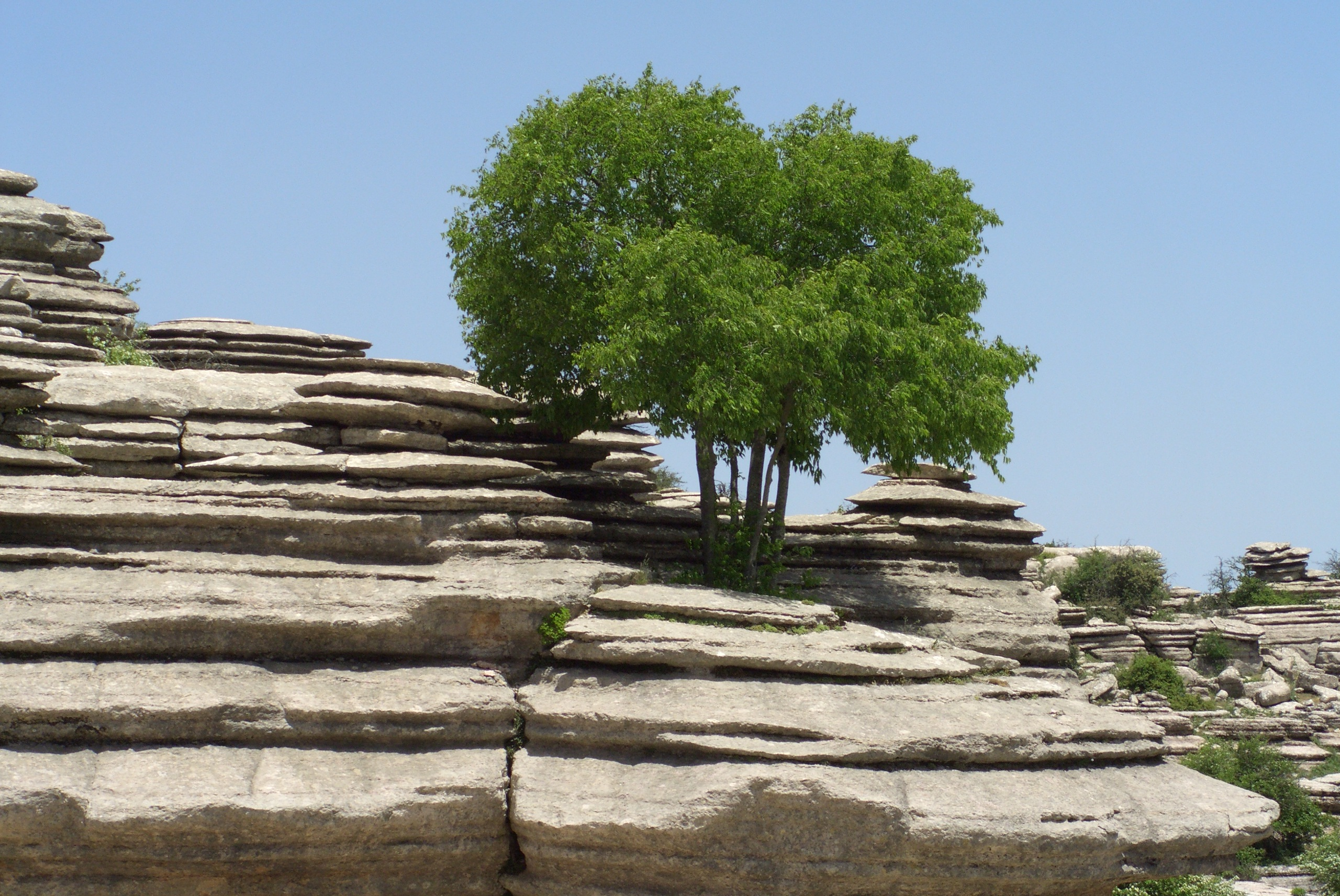
El Torcal

Le Torcal est constitué de roches calcaires de trois types : oolithiques, clastiques et bréchoïdes. Toutes trouvent leur origine dans le fond marin existant au Jurassique, entre 250 et 150 millions d'années avant notre ère. Les sédiments accumulés au fond de la mer se sont agrégés à travers l'action des sels. Poussés par les forces du plissement alpin commencé il y a quelques trente millions d'années, ils sont remontés jusqu'à la surface, en conservant en grande partie leur horizontalité en dépit d'une montée atteignant plus de 1 200 mètres, le point le plus haut se trouvant à 1341 m..
Plus tard, une série de ruptures a généré des diaclases (fissures) qui se sont entrecoupées à angle droit (sens NO-SE et NE-SO). À partir de cet instant, l'ensemble s'est trouvé soumis à un processus d'érosion karstique. La cryoclastie, ou fracture de la roche par l'action du gel et dégel de l'eau présente dans les roches, associée à la dissolution des différents calcaires sous l'effet acide du dioxyde de carbone atmosphérique contenu dans l'eau de pluie, a modelé une multitude de formes rocheuses.
Il convient en premier lieu de remarquer la fréquente horizontalité sur les strates de la roche, élément peu habituel dans les montagnes calcaires andalouses. Cette horizontalité est accentuée par l'érosion : une disposition rythmique des strates apparaît, provoquée par rupture différentielle due à l'alternance de calcaires, à la porosité et à la capacité d'absorption de l'eau différentes. La cryoclastie a sculpté des formes singulières, donnant lieu en toponymie à une panoplie complète d'objets de la vie quotidienne (El Tornillo, la vis ; El sombrerillo, le chapeau de champignon ; El ataúd, le cercueil,...). Par ailleurs, la dissolution des roches superficielles a entraîné la formation de lapiaz.
Enfin l'action du vent sur les falaises exposées entrainent des striures horizontales.
Tous les éléments suscités ont entraîné une formation quelque peu surprenante, El Tornillo del Torcal laquelle, d'une surface de 2 000m², est devenue monument national le 02 octobre 2001.

## Formations souterraines

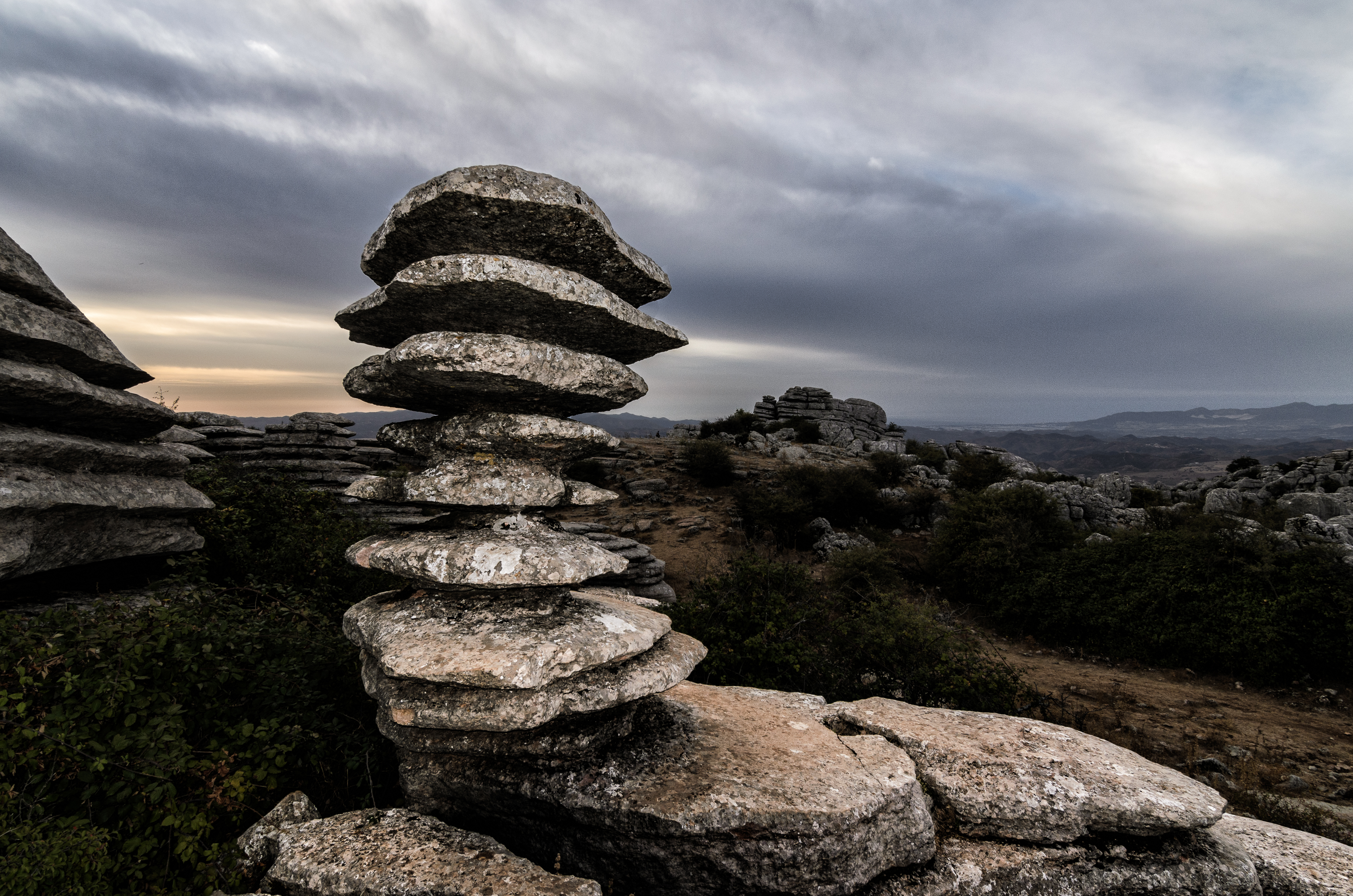
El Tornillo

Comme tous les massifs calcaires, El Torcal présente une grande richesse en gouffres, grottes et autres formations souterraines, certaines d'entre elles d'une grande importance historique, à l'image de la Cueva del Toro. Son origine est à mettre en relation avec les processus de dissolution et d'élargissement des calcaires souterrains, par l'action des eaux pluviales.

## Flore et faune

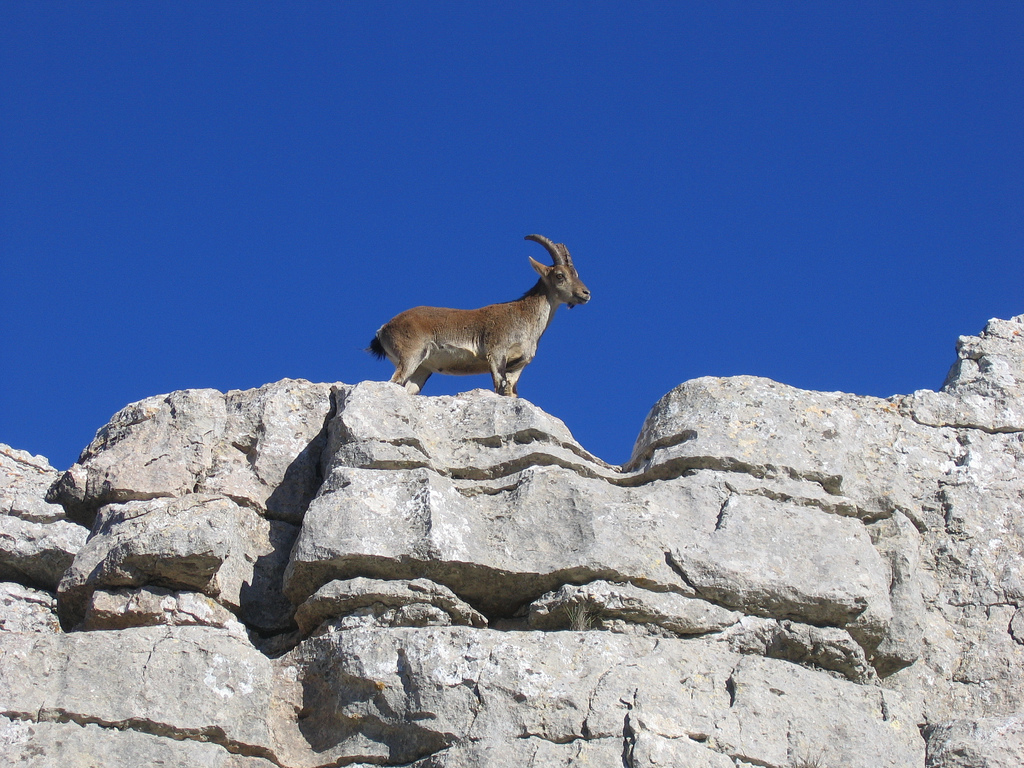
Bouquetin ibérique, Torcal de Antequera

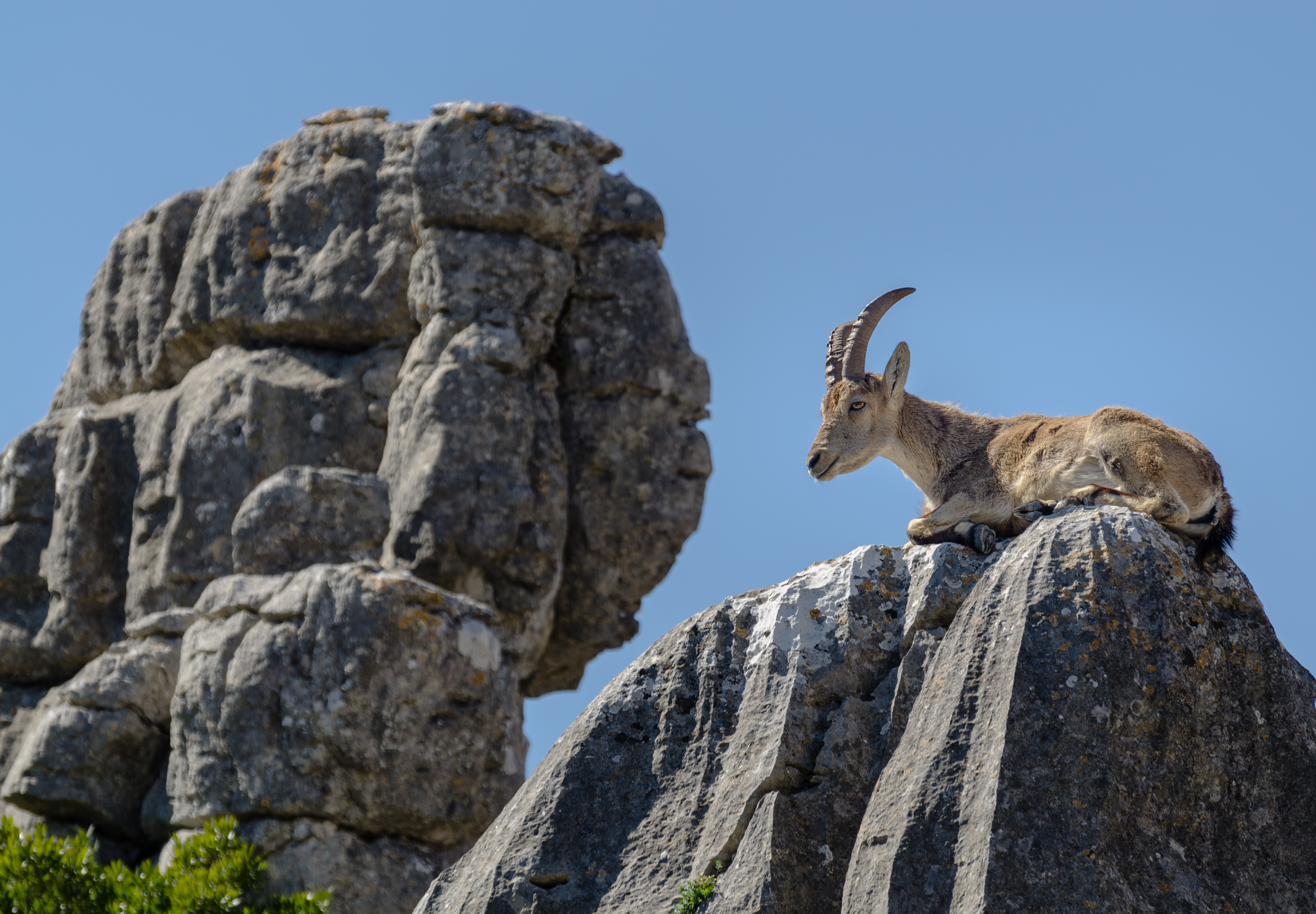
Bouquetin ibérique, Torcal de Antequera

### Flore
El Torcal présente une large gamme de fleurs et arbustes sauvages parmi lesquels lys, pivoines, genévriers et une trentaine d'espèces d'orchidées comme l'Orchis mâle (Orchis mascula), l'Orchis géant (Himantoglossum robertianum) , l'Orchis pyramidal (Anacamptis pyramidalis), l'Orchis bouc (Himantoglossum hircinum), l'Ophrys bécasse (Ophrys scolopax), l'Ophrys abeille (Ophrys apifera), l'Homme-pendu (Orchis anthropophora), l'Ophrys brun (Ophrys fusca) ou l'Ophrys jaune (Ophrys lutea).

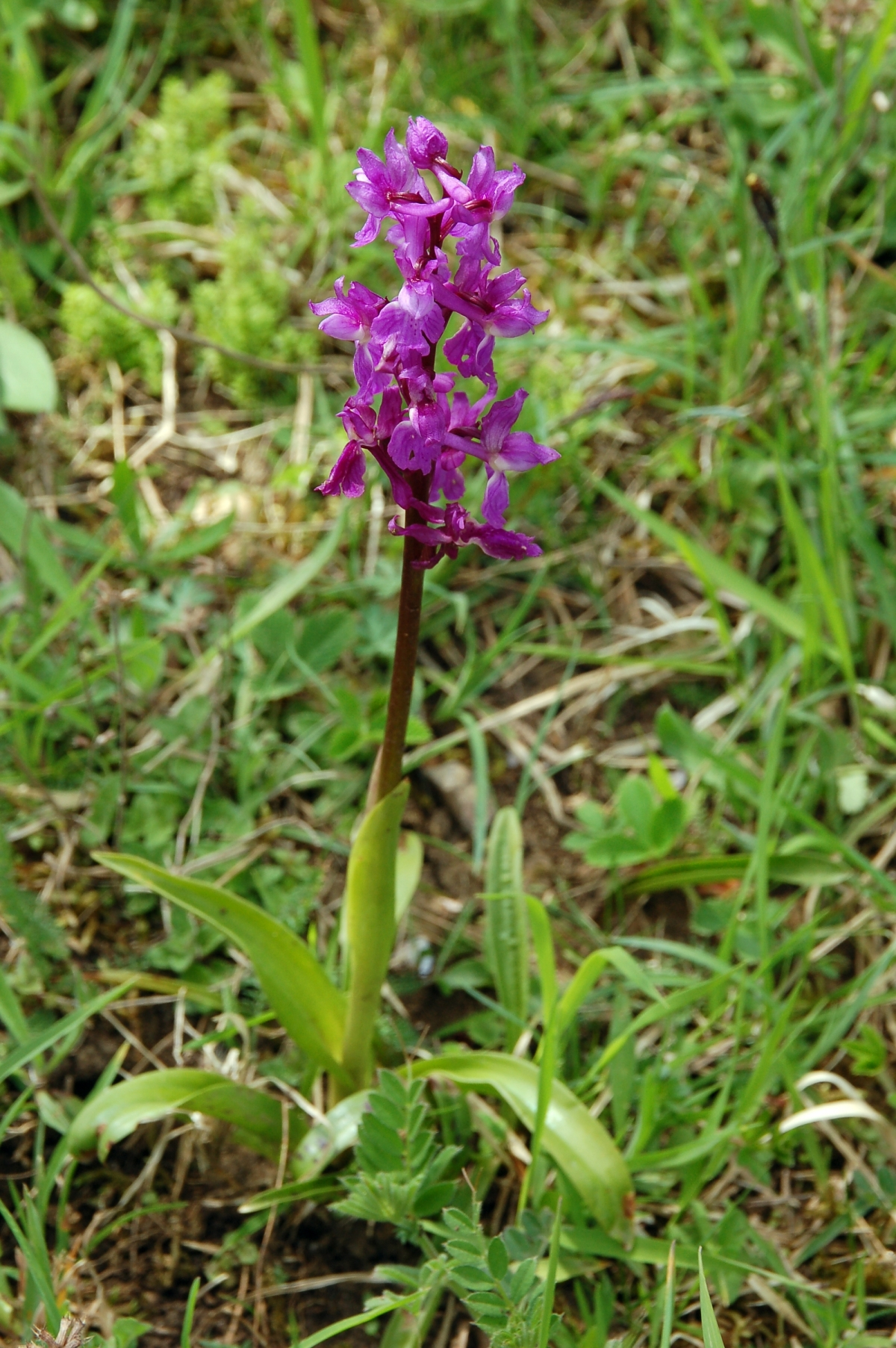
Orchis mâle
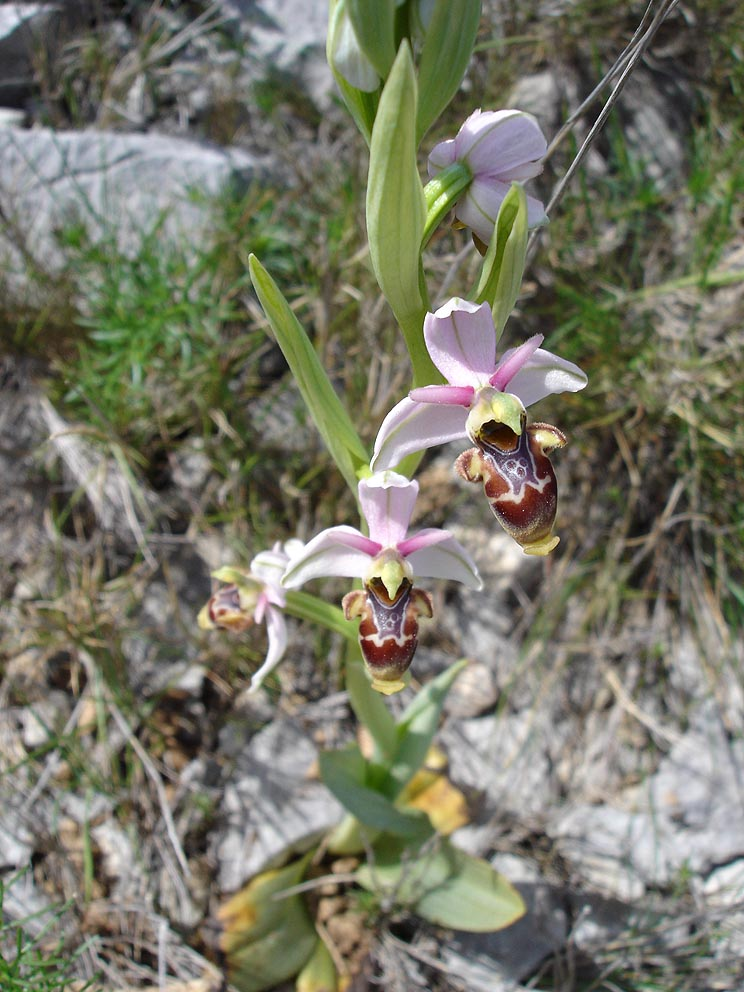
Ophrys bécasse
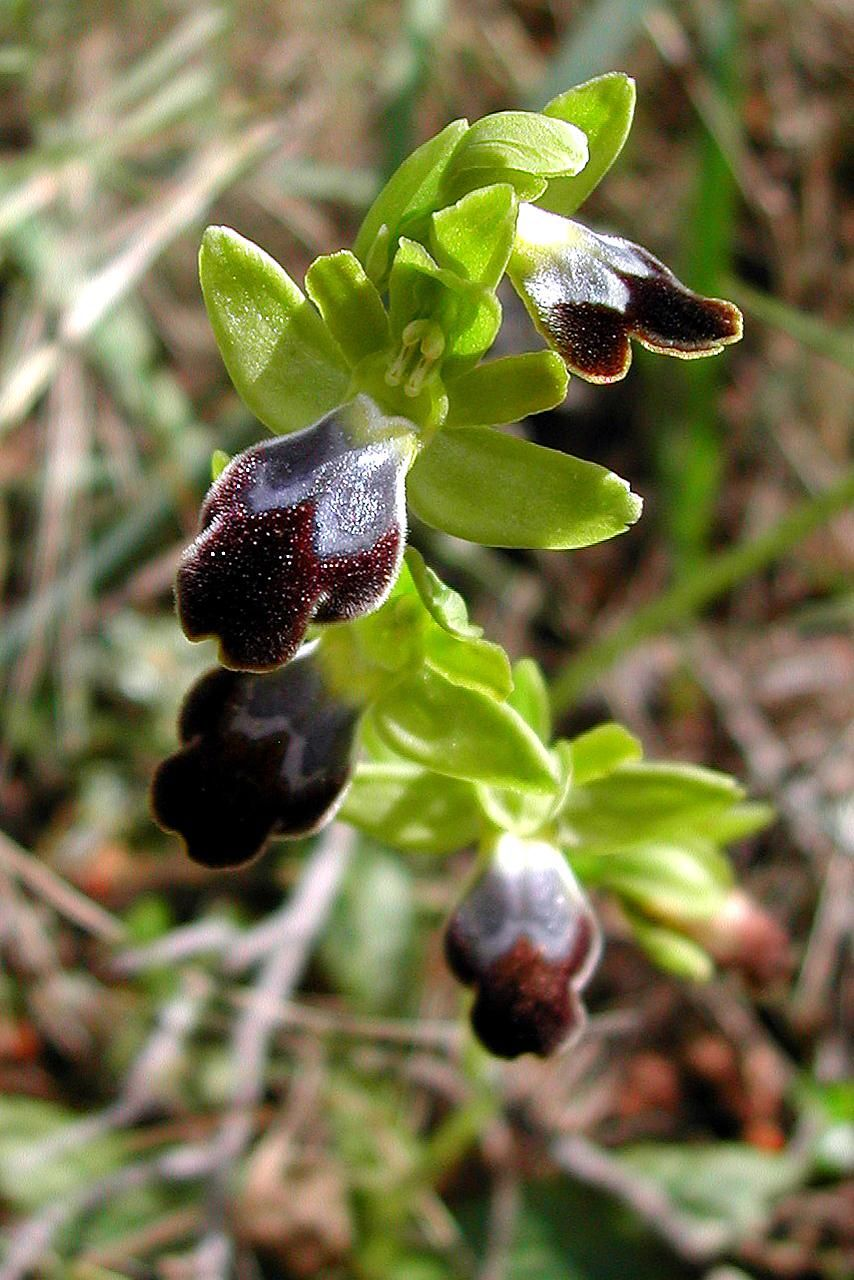
Ophrys brun
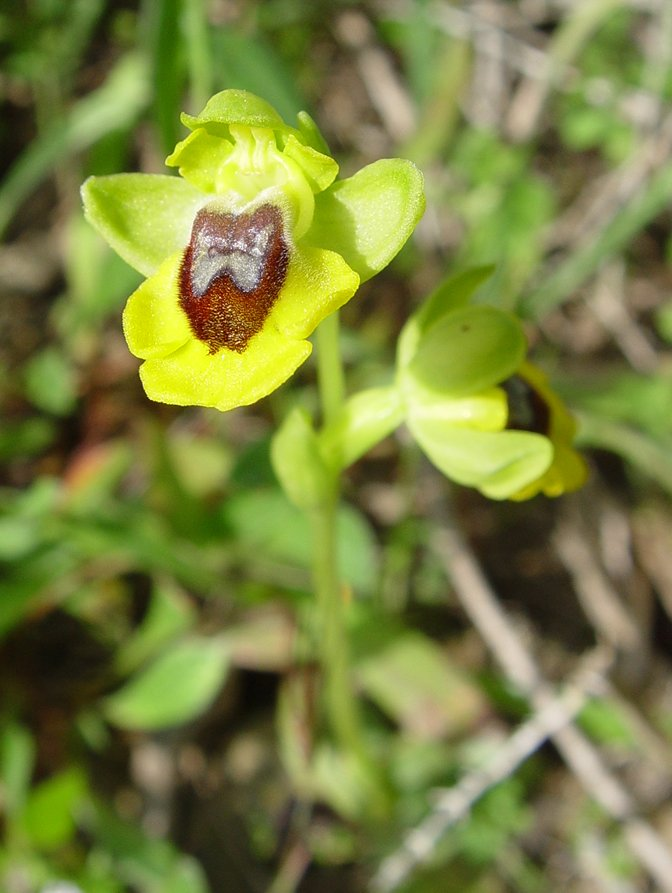
Ophrys jaune

### Faune
Parmi les papillons, on pourra rencontrer la Proserpine (Zerynthia rumina) et le Machaon (Papilio machaon).

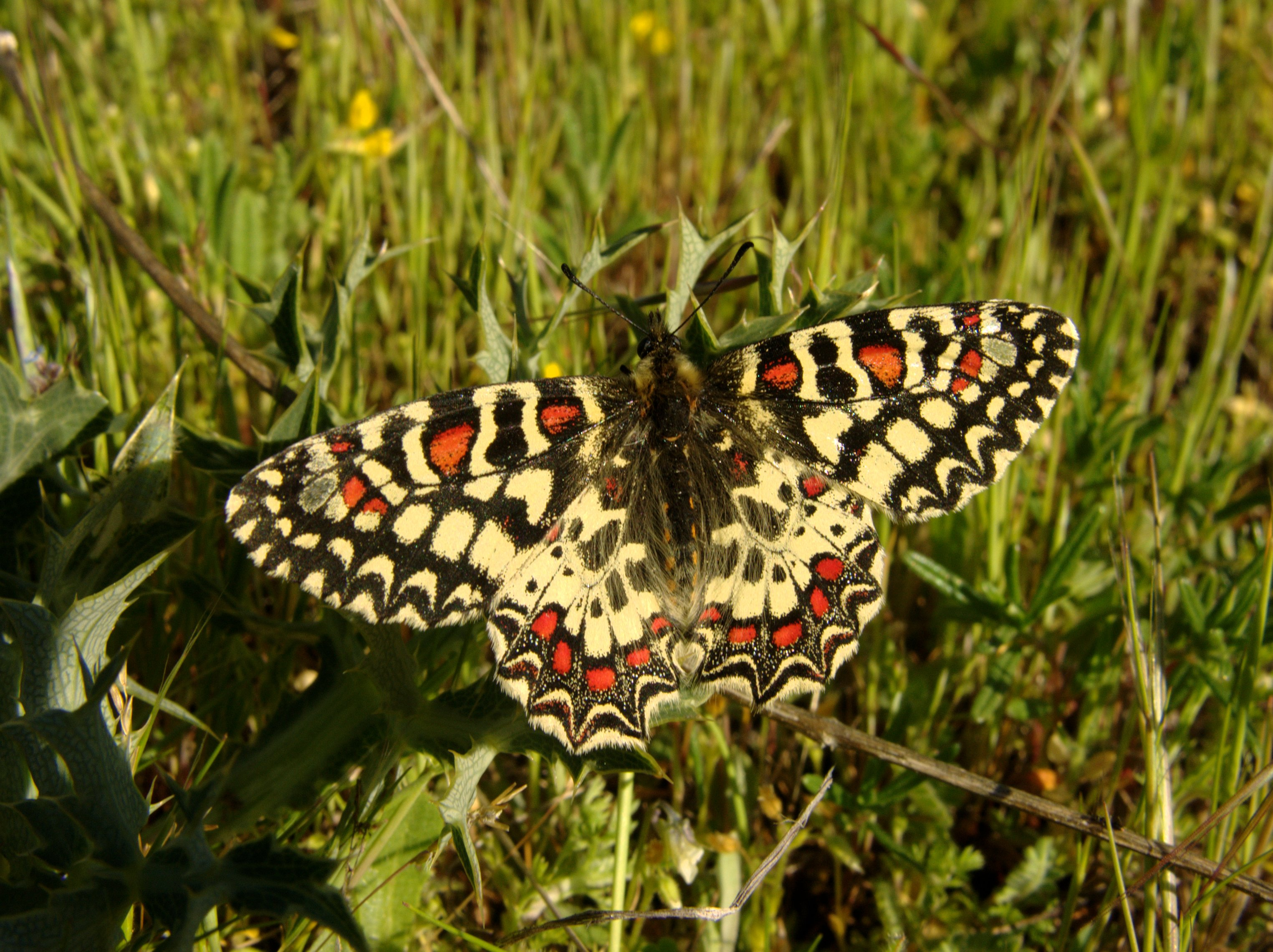
Proserpine
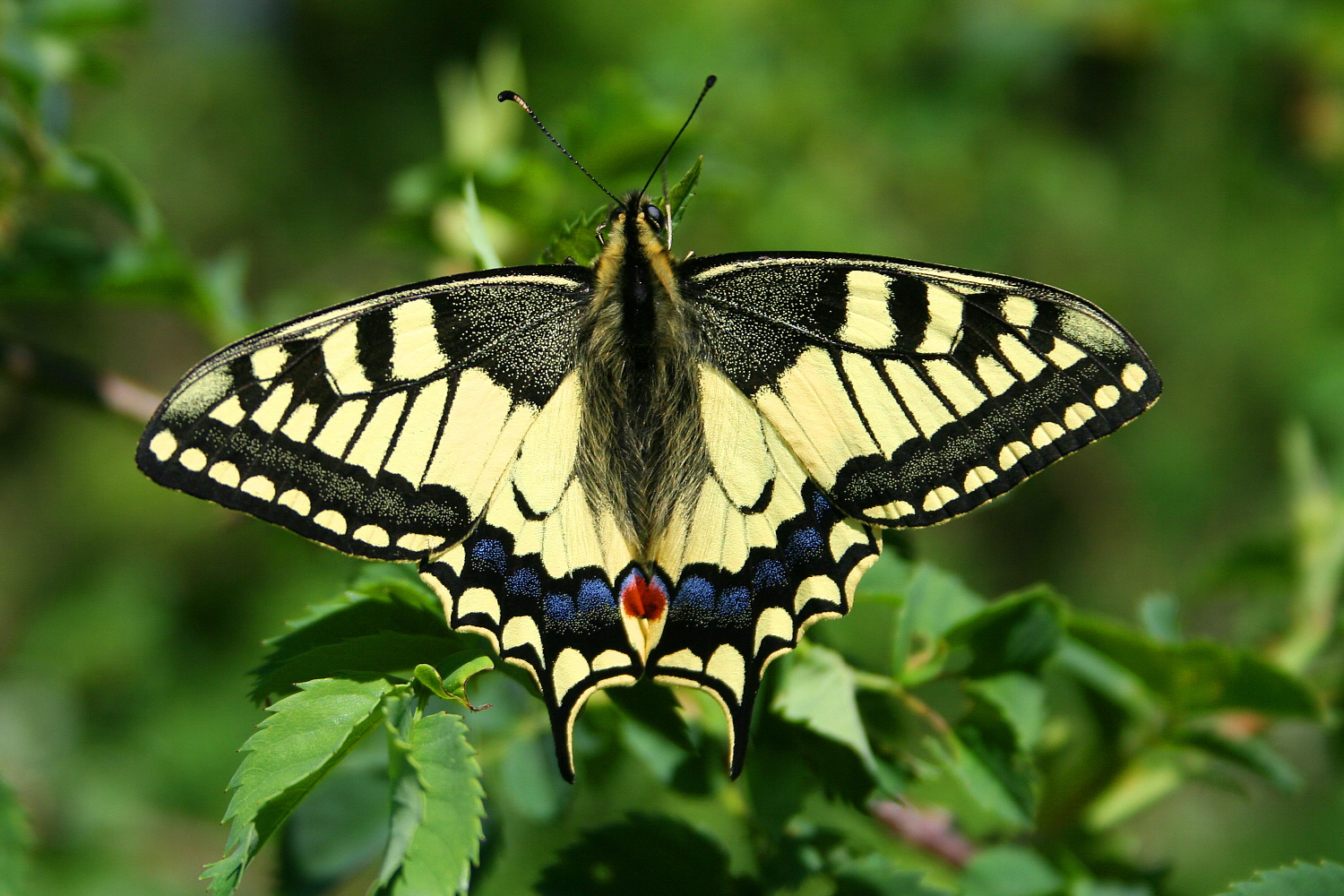
Machaon

Les espèces de vertébrés peuplant El Torcal se répartissent en 93 espèces d'oiseaux (dont 40 sédentaires), 23 de mammifères, 11 de reptiles et une d'amphibien, le Pélobate cultripède (Pelobates cultripes).

Une grande variété d'espèces de reptiles peut y être observée, notamment la Couleuvre de Montpellier (Malpolon monspessulanus), la Couleuvre à échelons (Rhinechis scalaris), la Vipère de Lastate (Vipera lastatei) et le Lézard ocellé (Timon lepidus). 

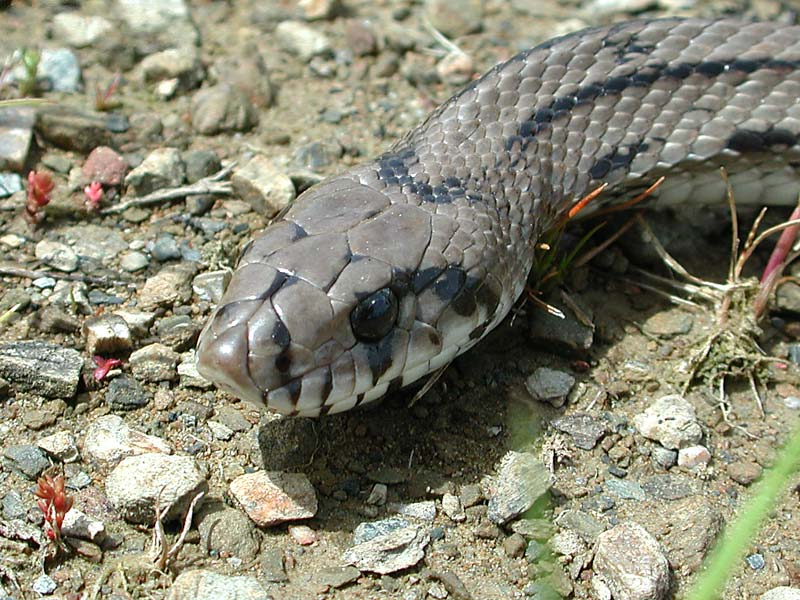
Couleuvre à échelons
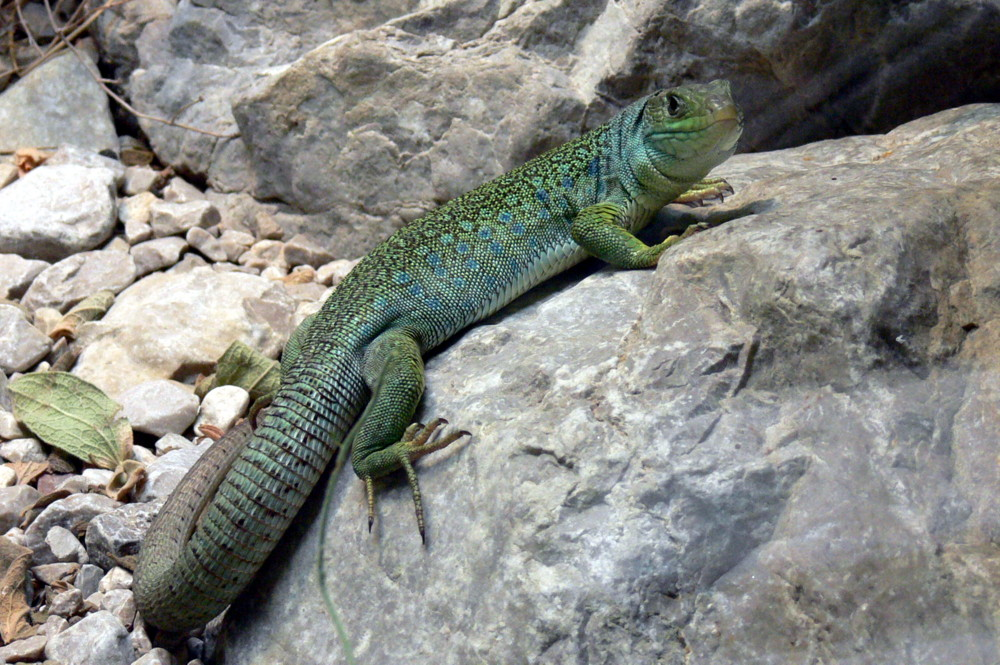
Lézard ocellé

Une riche variété d'oiseaux peut également y être rencontrée parmi laquelle le Vautour fauve (Gyps fulvus) et le Hibou grand-duc (Bubo bubo).
Parmi les mammifères on pourra observer le Bouquetin ibérique (Capra pyrenaica), le Blaireau européen (Meles meles), le Renard roux (Vulpes vulpes), le Minioptère de Schreibers (Miniopterus schreibersii) et la Belette d'Europe (Mustela nivalis).

### Fossiles
Massif calcaire formé au Mésozoïque, El Torcal présente des fossiles d’ammonites.

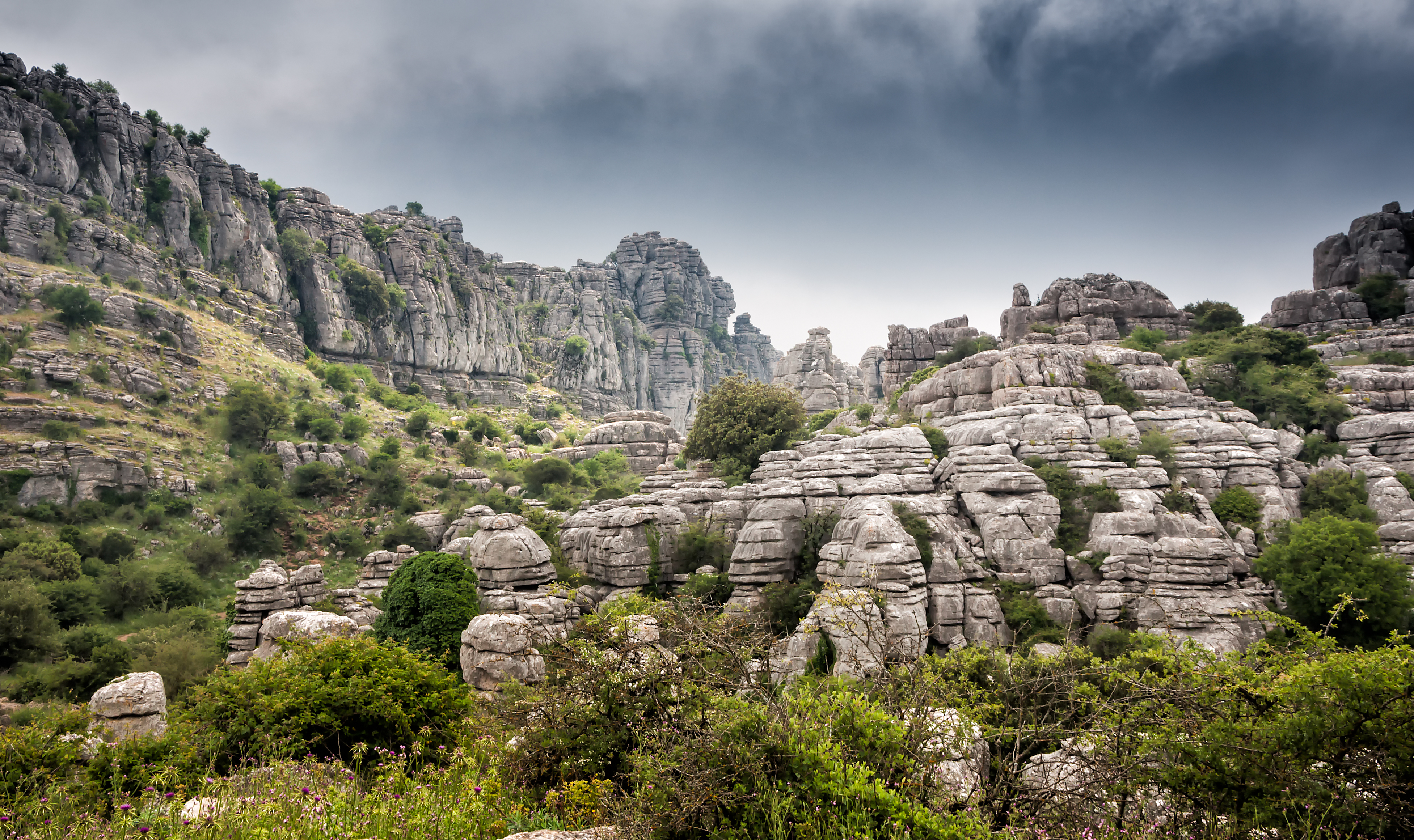
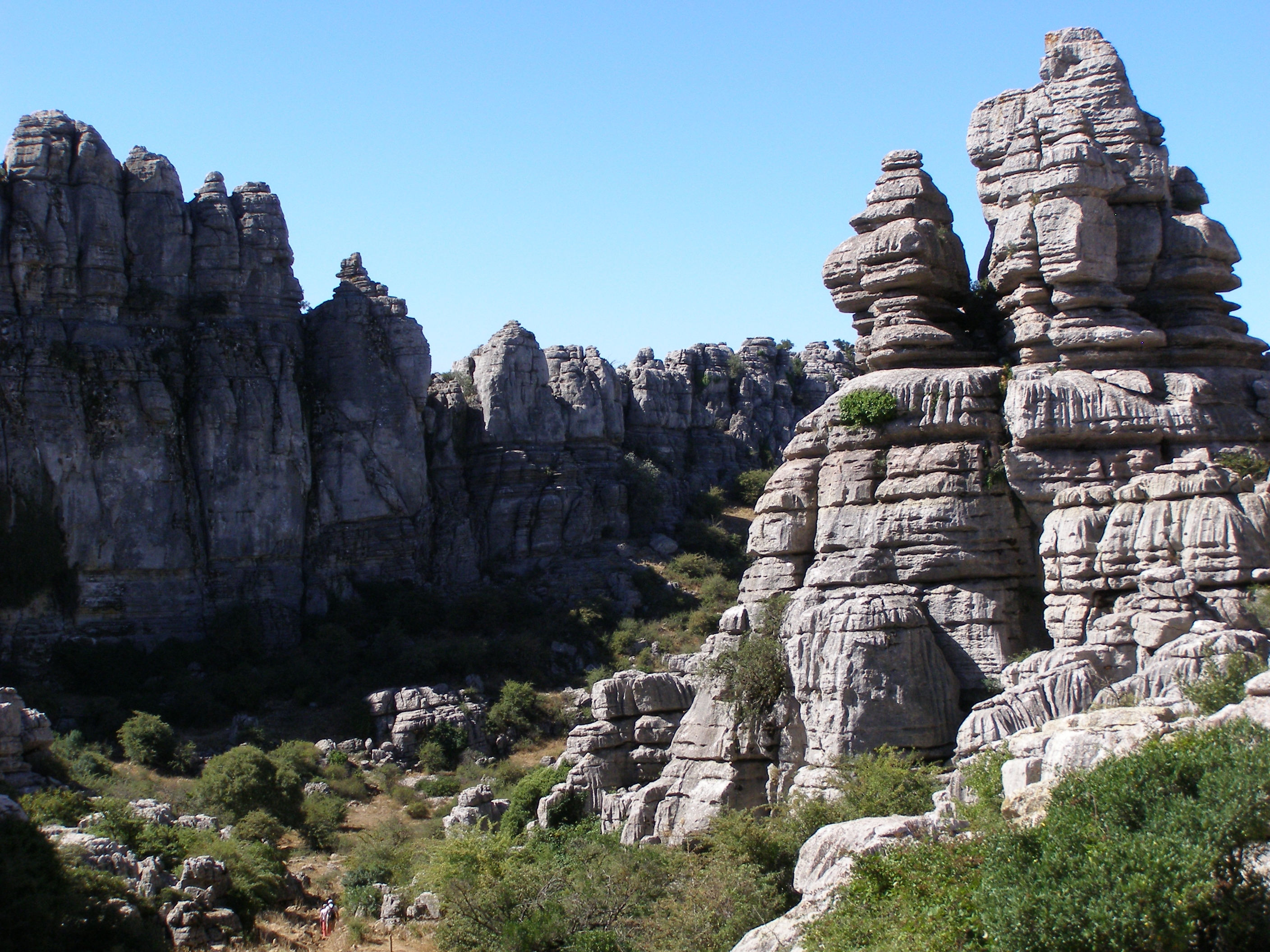
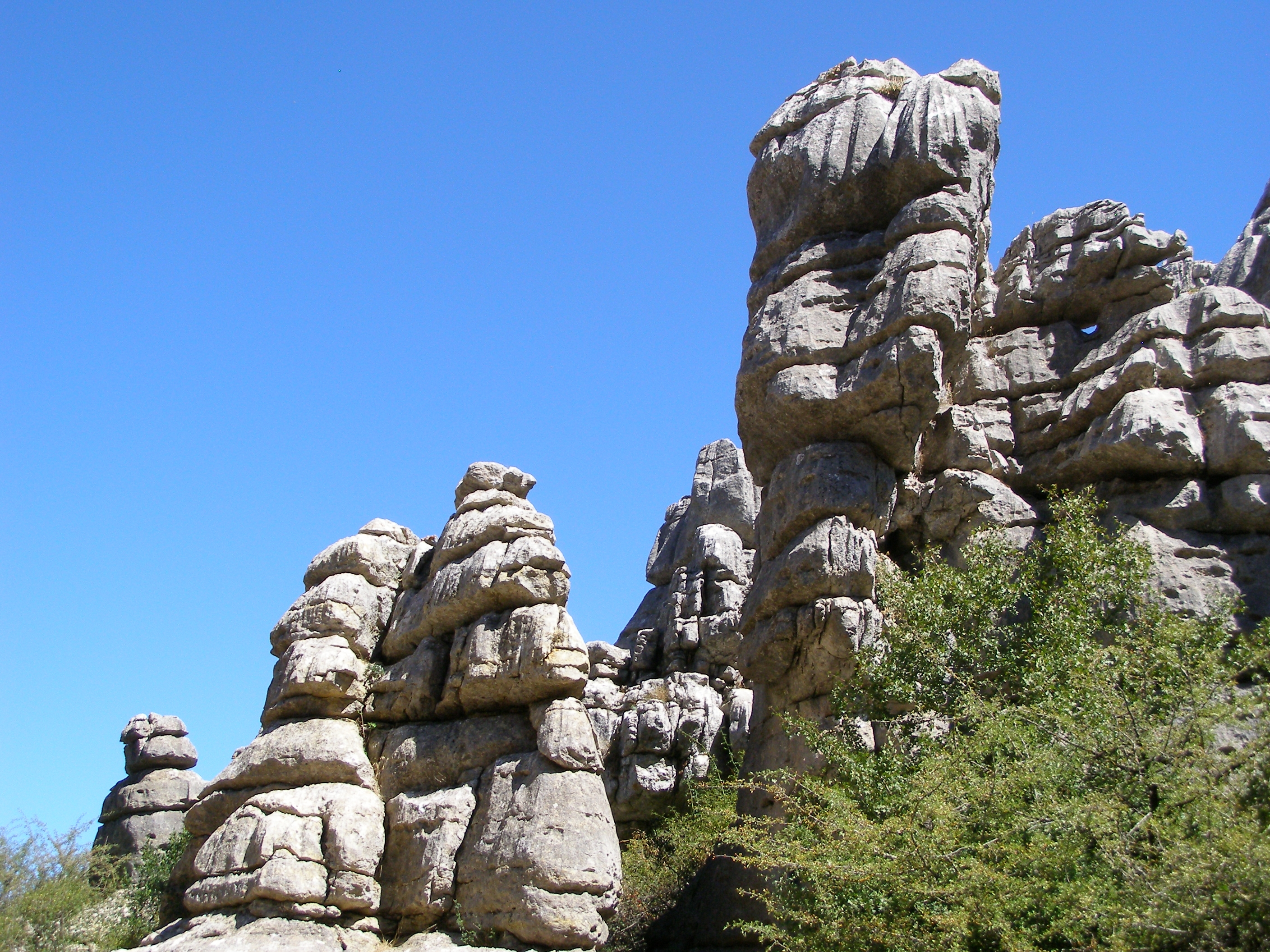
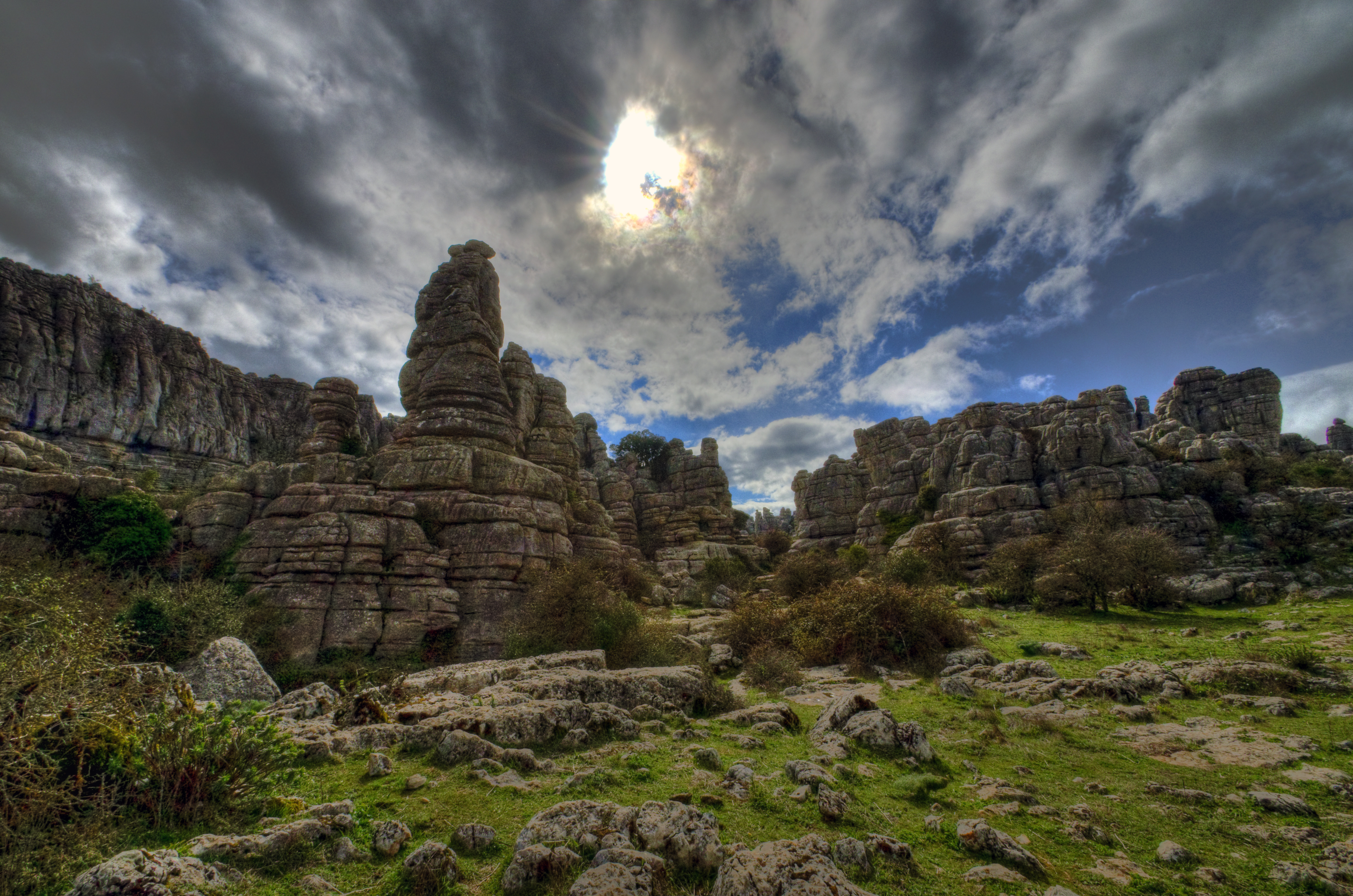
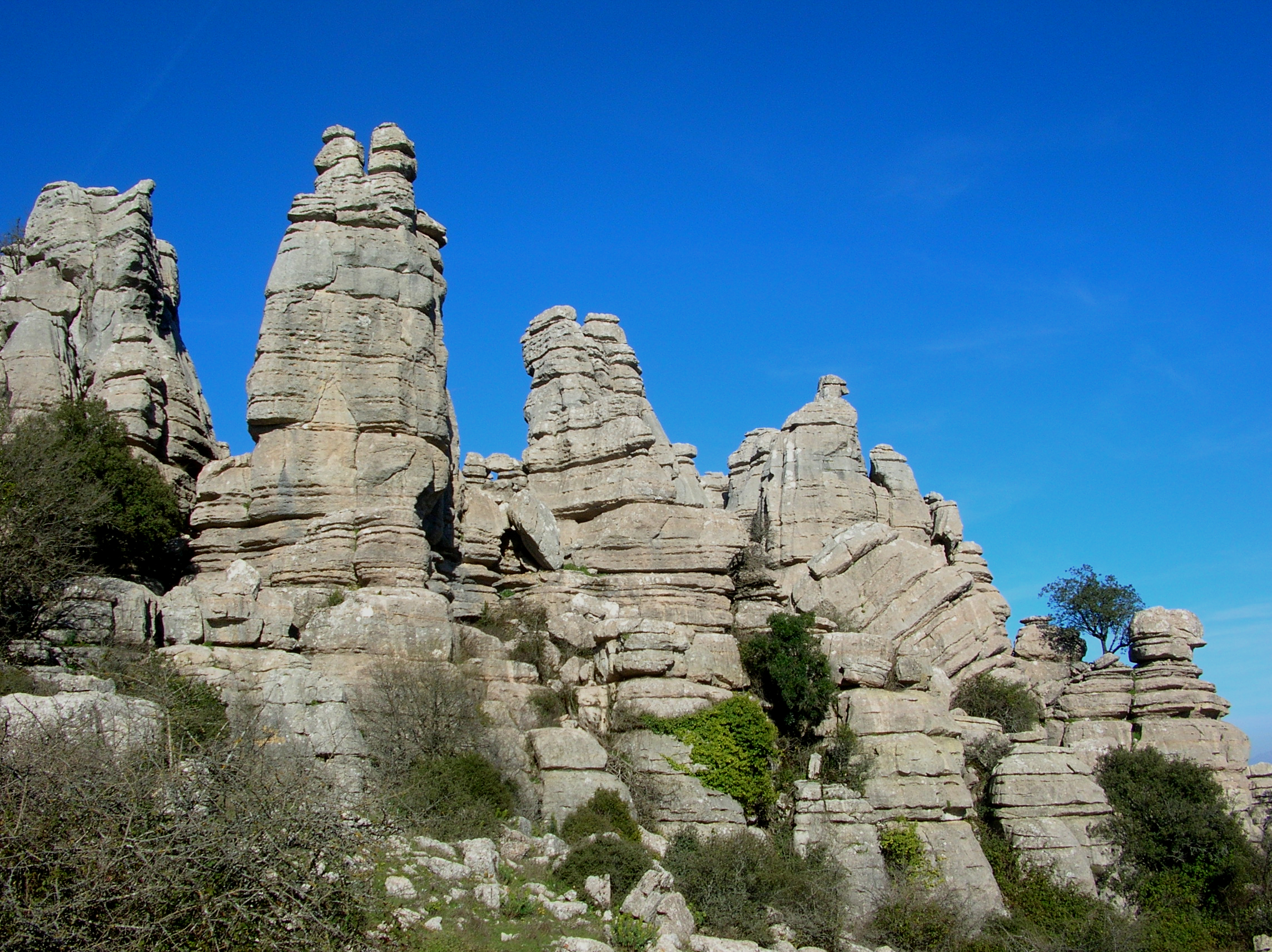
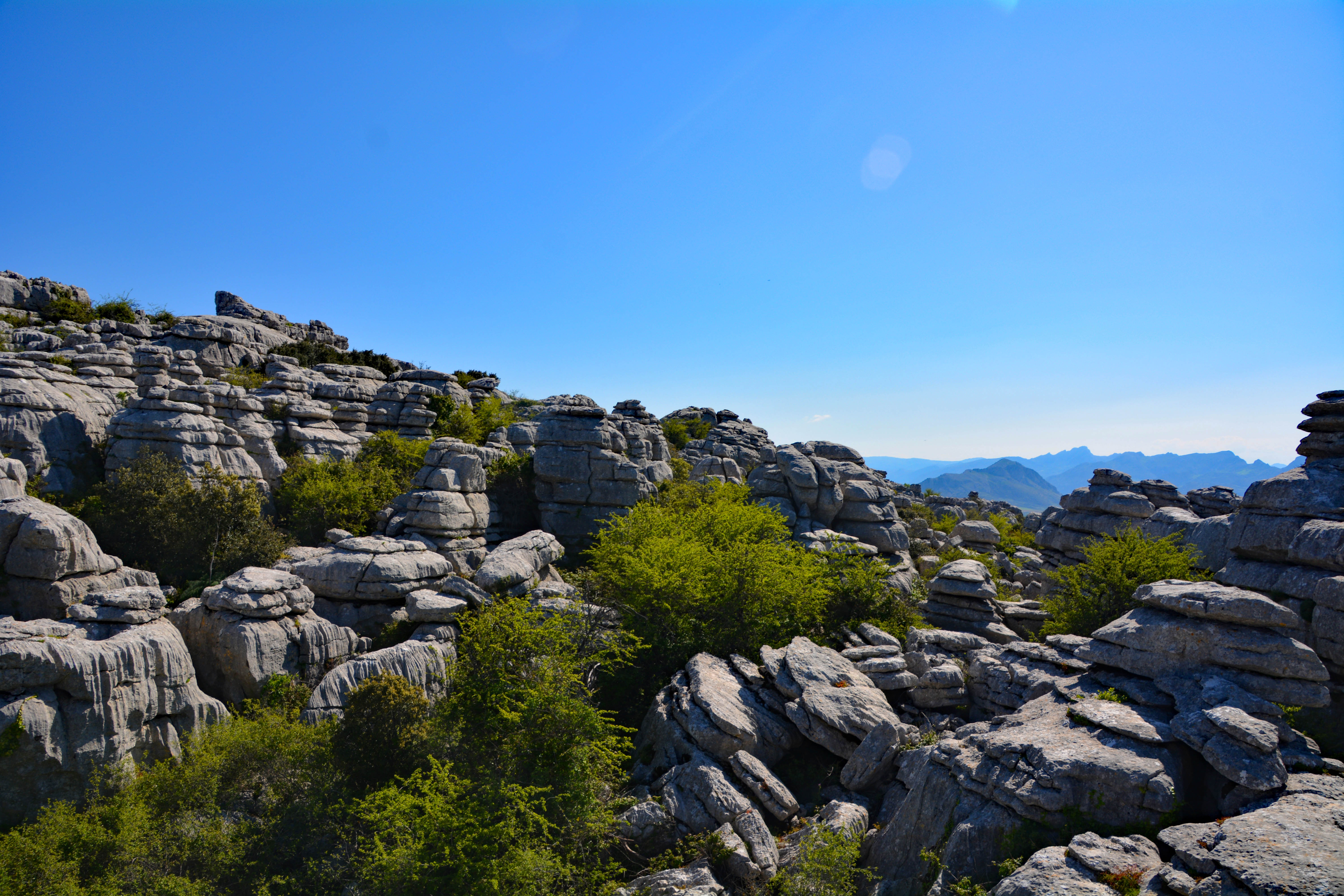